# Tribunal des professions
Le Tribunal des professions est un tribunal administratif québécois dans le domaine du droit professionnel. Son rôle est d'entendre les appels de certaines décisions rendues par les conseils de discipline relativement aux infractions déontologiques commises par des membres d'ordres professionnels. Il entend aussi les appels de certaines décisions administratives des ordres professionnels.
Les juges du Tribunal des professions sont issus des juges de la Cour du Québec.